# Colombiers (Cher)
Colombiers è un comune francese di 417 abitanti situato nel dipartimento del Cher, nella regione del Centro-Valle della Loira.

## Società

### Evoluzione demografica
Abitanti censiti